# Dragan Jelič
Dragan Jelič (Maribor, 27 februari 1986) is een voormalig Sloveens profvoetballer die als aanvaller speelde.

## Clubcarrière
Jelic debuteerde voor NK Maribor als professioneel voetballer. Later vertrok hij naar Turkije om voor Rizespor te gaan spelen. In 2008 keerde hij terug bij Maribor. Daar werd hij in het seizoen 2009/2010 clubtopscorer. In 2010 werd hij verhuurd aan Samara. In januari 2011 verhuisde hij als huurling (met optie tot koop) naar Willem II. Op 6 februari 2011 maakte hij in de uitwedstrijd tegen FC Groningen (7-1 nederlaag) zijn debuut. Hij kwam na rust in het veld voor Giovanni Gravenbeek. In 2011 keerde hij weer terug bij NK Maribor.